# La Fin de séance
La Fin de séance est une peinture à l'huile sur toile de l'artiste français Jean-Léon Gérôme, réalisée en 1886 et actuellement conservée dans une collection privée à Santa Ana en Californie,,. On connaît également un dessin préparatoire pour le sujet féminin, lequel a été vendu aux enchères en 2018.

## Histoire

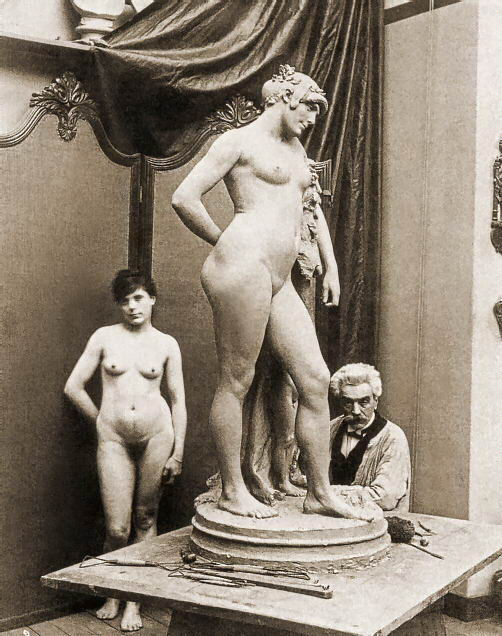
Gérôme, Emma Dupont et la statue en argile dOmphale en 1886.

Jean-Léon Gérôme est un peintre célèbre en France dans la seconde moitié du XIXe siècle, mais il est également fasciné par la sculpture pour sa maîtrise du matériau et sa capacité à façonner une œuvre. Il s'intéresse notamment au mythe de Pygmalion et Galatée.
En 1886, il se met donc au travail pour sculpter une statue représentant Omphale, la reine de Lydie dans la mythologie grecque, qui avait Héraclès comme esclave à la suite d'un oracle. Inspiré par l'Hercule Farnèse pour la pose de la statue, Gérôme sculpte l'Omphale entre 1886 et 1887. D'abord, un modèle en argile est réalisé, pour lequel Emma Dupont pose nue, puis l'œuvre est recopiée dans le marbre. Avant que l'œuvre ne soit achevée et exposée au Salon de Paris, l'artiste décide de réaliser un tableau ayant pour sujet la création de cette sculpture.

## Description

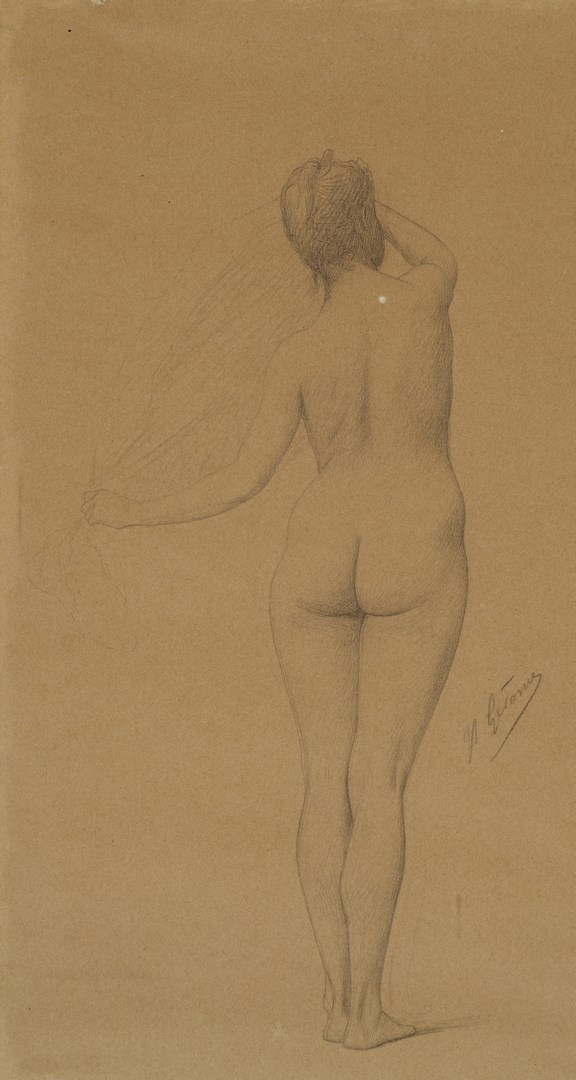
Jean Léon Gérôme, Nu au drap, c. 1886. Dessin préparatoire pour La Fin de séance.

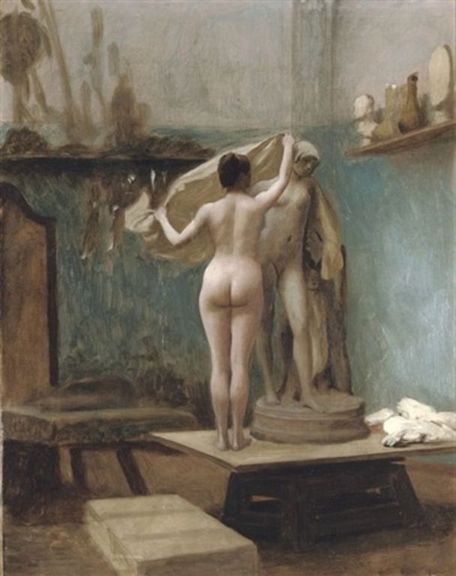
Étude.

Sur cette toile, Gérôme se représente en sculpteur, accompagné du modèle en chair et en os et de la sculpture qu'il vient de finir. Sa représentation mêle étroitement les références au mythe antique avec la réalité de l'atelier aux murs couleur cyan. Comme beaucoup d'œuvres de l'artiste de Vesoul, la scène représentée ne représente pas l'instant en lui-même, mais les moments qui le précèdent ou ses conséquences : dans ce cas, la séance d'art n'est pas en cours mais vient de se terminer.
L'artiste est situé dans le coin inférieur gauche et est représenté en train de nettoyer avec une éponge les outils utilisés pour sculpter et façonner l'œuvre. Au centre du tableau se trouve la véritable protagoniste de l'œuvre, Emma Dupont, debout sur la plate-forme sur laquelle se trouve le modèle en argile de l'Omphale. Sans même s'être habillée, la modèle s'empresse de recouvrir cette dernière d'un linge pour éviter que l'argile ne se dessèche. Le résultat est une image forte, d'un grand impact sur le spectateur, qui contemple à la fois le dos nu d'un modèle sans visage et le corps d'une statue dont le visage a déjà été couvert. Il y a aussi un contraste entre la peau blanche du modèle et la coloration terreuse de la sculpture. Dans certains catalogues concernant une gravure photographique de l’œuvre, on dit d'ailleurs à tort que l'esquisse de l'Omphale était en plâtre.
L'artiste signe son œuvre en cartellino sur le flanc d'une caisse, une sorte de marche posée à côté du support de la statue.